# Амсаїсі
Амсаїсі (груз. ამსაისი) — село в Грузії.
За даними перепису населення 2014 року в селі проживає 64 особи.